# الثانوية الفرنسية في أكادير
الثانوية الفرنسية في أكادير هي مدرسة دولية للتعليم الثانوي تابعة لفرنسا وتقع في مدينة أكادير في جنوب المغرب.

## الروابط الخارجية
- الموقع الرسمي
- http://www.lyceefrancaisagadir.org/wp-content/uploads/2013/02/CR-réunion-2-février-Agadir.pdf